# Neotonchus boucheri
Neotonchus boucheri is een rondwormensoort uit de familie van de Neotonchidae. De wetenschappelijke naam van de soort is voor het eerst geldig gepubliceerd in 1982 door Platt.